# Celso Antônio Marchiori
Celso Antônio Marchiori (ur. 14 sierpnia 1958 w Campo Largo) – brazylijski duchowny katolicki, biskup São José dos Pinhais od 2017.

## Życiorys
6 marca 1988 otrzymał święcenia kapłańskie. Pracował głównie w kurytybskich seminariach duchownych. W latach 1989–2007 pełnił funkcję rektora niższego seminarium.
8 lipca 2009 papież Benedykt XVI mianował go biskupem diecezji Apucarana. Sakry biskupiej udzielił mu 28 sierpnia 2009 arcybiskup metroploita Kurytyby - Moacyr José Vitti.
13 grudnia 2017 papież Franciszek mianował go biskupem ordynariuszem São José dos Pinhais.